# أندريا زاكانو
أندريا زاكانو (بالإيطالية: Andrea Zaccagno)‏ (27 مايو 1997 ببادوفا في إيطاليا - ) هو لاعب كرة قدم إيطالي في مركز حراسة المرمى. لعب مع نادي بادوفا.

## روابط خارجية
- أندريا زاكانو على موقع قاعدة بيانات كرة القدم.إي يو (الإنجليزية)
- أندريا زاكانو على موقع Soccerway.com (الإنجليزية)
- أندريا زاكانو على موقع عالم كرة القدم.نت (الإنجليزية)